# 姜寨镇
姜寨镇，是中华人民共和国安徽省阜阳市临泉县下辖的一个乡镇级行政单位。

## 行政区划
姜寨镇下辖以下地区：
姜寨村、范桥村、坡寨村、王楼村、李吴村、张楼村、张小庄村、王小庄村、段坡村、高城村、汪庄村和熊桥村。